# 科略塔山 (錫瓦斯省)
8°28′00″S 77°31′30″W / 8.46667°S 77.52500°W
科略塔山（Qulluta），是秘魯的山峰，位於該國北部安卡什大區的錫瓦斯省，由阿方索烏加爾特區和瓦伊利亞班巴區負責管轄，屬於布蘭卡山脈的一部分，海拔高度4,200米。